# Cable de comunicacions submarí
Un cable de comunicacions submarí és un cable submergit, emprat en comunicacions intercontinentals. A la dècada del 1850 es van col·locar els primers cables de comunicacions submarines, que es dedicaven a transportar trànsit de telegrafia, establint els primers enllaços de telecomunicacions instantànies entre continents. El primer cable submarí fou estès al riu Hudson el 1845, i el 1858 fou col·locat el primer cable transatlàntic entre Irlanda i Terranova.

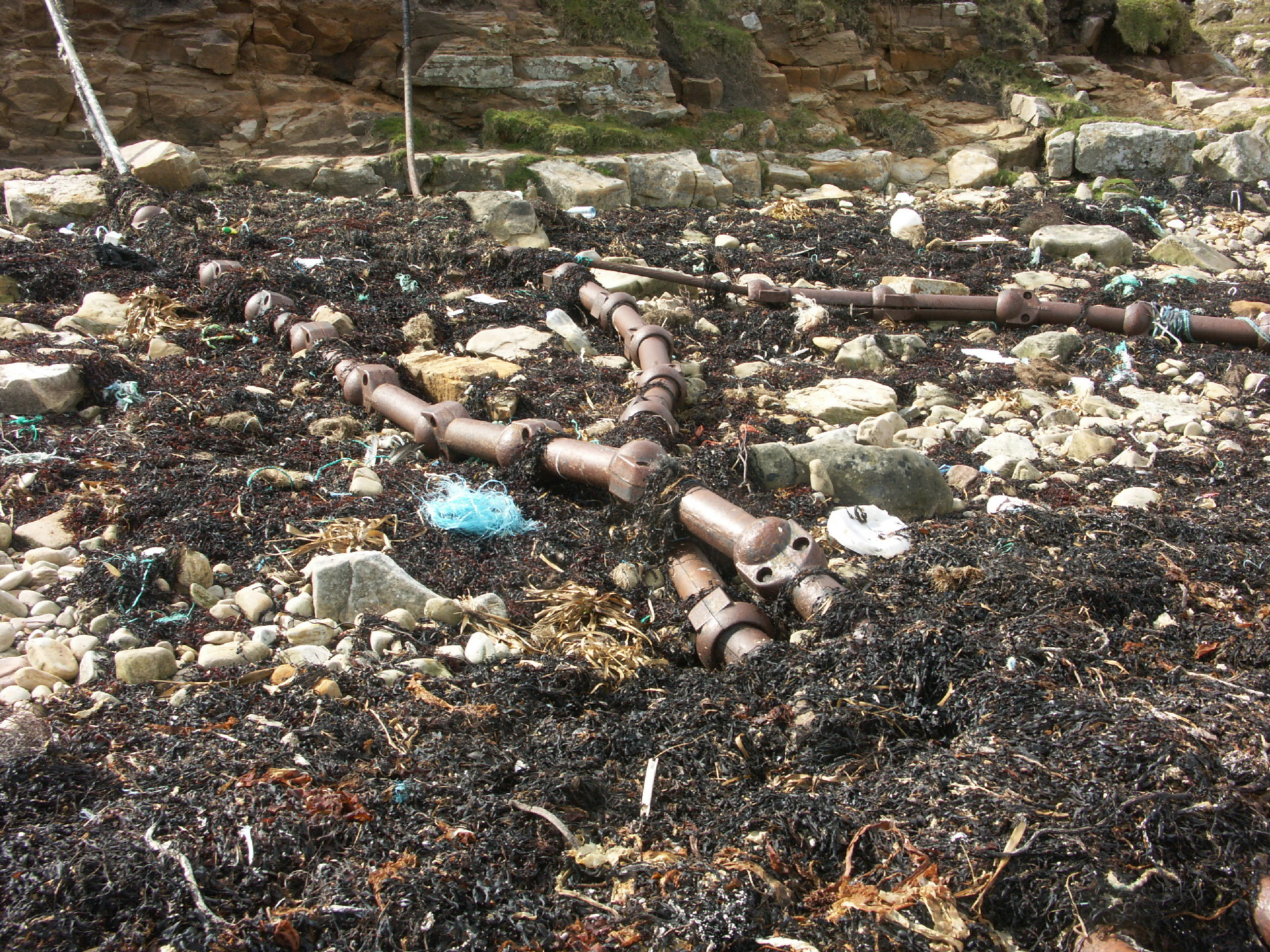
Cables de comunicacions submarins

Els cables de comunicacions submarins són fonamentals en la tecnologia quotidiana i en la forma de comunicar-nos entre nosaltres. Actualment, permeten transmetre dades per millorar els serveis de telecomunicacions. Gairebé totes les comunicacions es fan a través de cables submarins, ja que compten amb molts més avantatges davant d'altres opcions.
A part d'aquests també existeixen cables submarins destinats al transport d'energia elèctrica en distàncies petites i inserits dins d'una canonada especial per evitar riscos amb el contacte amb l'aigua.

## Història i inicis
El primer projecte, el nom del qual era Cable Transatlàntic Telegràfic, va començar el 1857 i es va crear amb l'objectiu de connectar Amèrica del Nord i Europa. Aquest cable va transportar el que va ser una carta de felicitació per a la reina Victòria de part del president dels Estats Units d'Amèrica (EUA) el dia 16 d'agost de 1858 amb 98 paraules difícils de desxifrar i que va tardar 16 hores en enviar-se. Tanmateix, la seva instal·lació va acabar el 1866, atès que va ser un procés llarg i complex i molts cables es van trencar o deteriorar.
Al principi, només s'utilitzaven per a la xarxa de telègrafs, però el sistema era lent i transportava poques paraules per minut amb molts errors. El 1956, es va fer possible la comunicació entre diverses persones simultàniament gràcies a la invenció del cable coaxial. A la dècada dels 70, es van crear els primers cables òptics i el 1988 es va llançar comercialment el TAT-8, conegut per ser el primer cable òptic transatlàntic amb 280Mb.

## Funcionament
El cable submarí està fet d'un material fi i delicat. De fet, el seu diàmetre mesura aproximadament uns tres centímetres. Al voltant, hi ha capes que el protegeixen perquè no es trenqui amb facilitat. A l'interior, es troben les fibres òptiques i poden variar. Avui en dia, la fibra òptica permet una millor connexió, encara amb una protecció de capes aïllants.

A la imatge es mostren les diferents capes:
1. Polietilè
2. Cinta de tereftalat de polietilè
3. Filferro d'acer trenat
4. Barrera d'alumini resistent a l'aigua
5. Policarbonat
6. Tub de coure o alumini
7. Vaselina
8. Fibres òptiques

Malgrat aquestes vuit capes que el protegeixen, poden haver-hi problemes sísmics que fan malbé els cables o altres inconvenients. Així doncs, quan un d'aquests cables es trenca, moltes persones poden quedar-se sense connexió a internet.
Els cables estan protegits per unes directives de la ONU, que estableixen que en cas de conflicte, tots els cables estan sota la seva protecció.

## Cables que connecten Espanya
Espanya té un paper molt rellevant en aquestes comunicacions submarines degut a la seva ubicació, atès que és una entrada ideal per parts d'Europa i altres continents. Hi ha diversos cables:
- Marea: situat a Bilbao, País Basc, on hi ha dues connexions submarines. Connecta Espanya amb els Estats Units.
- Balalink: situat a Mallorca fins a València.
- ALPAL-2: uneix les Illes Balears amb Algèria.
- Tata TGN-Western Europe: és la segona connexió de Bilbao i passa per Espanya, Portugal i Regne Unit.
- PENBAL-5: connecta les Illes Balears amb Gavà.
- ORVAL: uneix València i Algèria.
- Pencan-8: uneix la península amb les Illes Canàries.
- Atlantis-2: connecta Portugal i Espanya amb Senegal, Brasil i Argentina.
- SAT-3/WASC: connecta Espanya i Portugal amb Àfrica.
- FLAG Europe-Asia (FEA): situat a Màlaga, connecta Espanya, Regne Unit, Itàlia, Egipte, Índia, Xina, Japó i altres.
- Estepona - Tetúan: connecta Tetuán amb Marroc.
- Columbus - III: uneix Espanya, Itàlia i Portugal amb els Estats Units.

## Llista i mapa de tots els cables submarins
- Mapa de cables de comunicacions submarinsACS Alaska-Oregon Network (AKORN)
- Aden-Djibouti
- Adria-1
- AEConnect-1
- Africa Coast to Europe (ACE)
- Alaska United East
- Alaska United Southeast

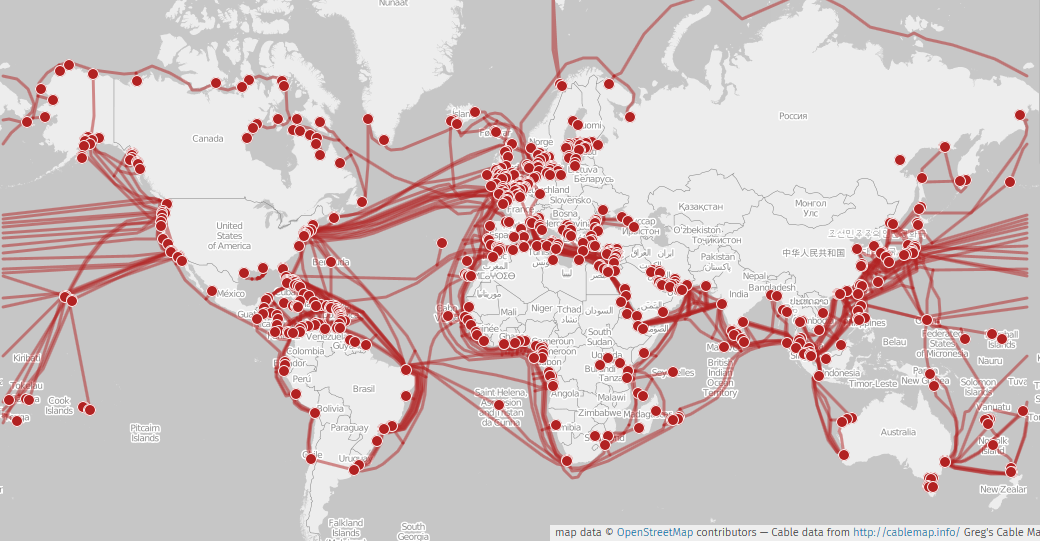
Mapa de cables de comunicacions submarins

- Alaska United Turnagain Arm (AUTA)
- Alaska United West
- ALBA-1
- Aletar
- Alonso de Ojeda
- ALPAL-2
- America Movil Submarine Cable System-1 (AMX-1)
- America Movil-Telxius West Coast Cable
- American Samoa-Hawaii (ASH)
- Americas-I North
- Americas-II
- Amerigo Vespucci
- Antillas 1
- APCN-2
- Aphrodite 2
- Apollo
- Aqualink
- ARBR
- ARCOS
- ARSAT Submarine Fiber Optic Cable
- Asia Africa Europe-1 (AAE-1)
- Asia Pacific Gateway (APG)
- Asia Submarine-cable Express (ASE)/Cahaya Malaysia
- Asia-America Gateway (AAG) Cable System
- Atisa
- Atlantic Crossing-1 (AC-1)
- Atlantis-2
- Atlas Offshore
- AU-Aleutian
- AURORA Cable System
- Australia-Japan Cable (AJC)
- Australia-Papua New Guinea-2 (APNG-2)
- Australia-Singapore Cable (ASC)
- Avassa
- Azores Fiber Optic System (AFOS)
- Bahamas 2
- Bahamas Domestic Submarine Network (BDSNi)
- Bahamas Internet Cable System (BICS)
- Balalink
- BALOK
- Baltic Sea Submarine Cable
- Baltica
- Bass Strait-1
- Bass Strait-2
- Basslink
- Batam Dumai Melaka (BDM) Cable System
- Batam Sarawak Internet Cable System (BaSICS)
- Batam Singapore Cable System (BSCS)
- Batam-Rengit Cable System (BRCS)
- Bay of Bengal Gateway (BBG)
- Bay to Bay Express (BtoBE) Cable System
- BCS East
- BCS East-West Interlink
- BCS North – Phase 1
- BCS North – Phase 2
- BERYTAR
- Bharat Lanka Cable System
- Bicentenario
- BlueMed
- Bodo-Rost Cable
- Boracay-Palawan Submarine Cable System
- Botnia
- Brazilian Festoon
- BRUSA
- BT Highlands and Islands Submarine Cable System
- BT-MT-1
- BUGIO
- C-Lion1
- Cabo Verde Telecom Domestic Submarine Cable Phase 1
- Cabo Verde Telecom Domestic Submarine Cable Phase 2
- Cabo Verde Telecom Domestic Submarine Cable Phase 3
- CADMOS
- CAM Ring
- Canalink
- CANTAT-3
- Caribbean Regional Communications Infrastructure Program (CARCIP)
- Caribbean-Bermuda U.S. (CBUS)
- Caucasus Cable System
- Cayman-Jamaica Fiber System
- Ceiba-1
- Ceiba-2
- Celtic
- Celtic Norse
- CeltixConnect-1 (CC-1)
- CeltixConnect-2 (CC-2)
- Challenger Bermuda-1 (CB-1)
- Channel Islands-9 Liberty Submarine Cable
- Chennai-Andaman & Nicobar Islands Cable
- Chuuk-Pohnpei Cable
- Circe North
- Circe South
- COBRAcable
- Colombia-Florida Subsea Fiber (CFX-1)
- Columbus-II b
- Columbus-III
- Comoros Domestic Cable System
- Concerto
- Coral Sea Cable System (CSCS)
- Corse-Continent 4 (CC4)
- Corse-Continent 5 (CC5)
- Cross Straits Cable Network
- Crosslake Fibre
- Curie
- DAMAI Cable System
- Danica North
- DANICE
- Denmark-Norway 5
- Denmark-Norway 6
- Denmark-Poland 2
- Denmark-Sweden 15
- Denmark-Sweden 16
- Denmark-Sweden 17
- Denmark-Sweden 18
- Dhiraagu Cable Network
- Dhiraagu-SLT Submarine Cable Network
- Diamond Link Global
- Didon
- Djibouti Africa Regional Express 1 (DARE1)
- Dumai-Melaka Cable System
- Dunant
- E-LLAN
- EAC-C2C
- East-West
- East-West Submarine Cable System
- Eastern Africa Submarine System (EASSy)
- Eastern Caribbean Fiber System (ECFS)
- Eastern Light
- ECLink
- Elektra-GlobalConnect 1 (GC1)
- EllaLink
- Emerald Bridge Fibres
- Energinet Laeso-Varberg
- Energinet Lyngsa-Laeso
- England Cable
- Equiano
- ESAT-1
- ESAT-2
- Estepona-Tetouan
- Europe India Gateway (EIG)
- FALCON
- Far East Submarine Cable System
- FARICE-1
- Farland North
- FASTER
- Fehmarn Bält
- Fiber Optic Gulf (FOG)
- Fibra Optica Austral
- Fibralink
- Finland Estonia Connection (FEC)
- Finland-Estonia 2 (EESF-2)
- Finland-Estonia 3 (EESF-3)
- FLAG Atlantic-1 (FA-1)
- FLAG Europe-Asia (FEA)
- FLAG North Asia Loop/REACH North Asia Loop
- Flores-Corvo Cable System
- FLY-LION3
- FOS Quellon-Chacabuco
- Gemini Bermuda
- Geo-Eirgrid
- Georgia-Russia
- Germany-Denmark 2
- Germany-Denmark 3
- Glo-1
- Glo-2
- Global Caribbean Network (GCN)
- GlobalConnect 2 (GC2)
- GlobalConnect 3 (GC3)
- GlobalConnect-KPN
- GlobeNet
- GO-1 Mediterranean Cable System
- Gondwana-1
- Greenland Connect
- Greenland Connect North
- GTMO-1
- GTMO-PR
- GTT Atlantic
- GTT Express
- Guadeloupe Cable des Iles du Sud (GCIS)
- Guam Okinawa Kyushu Incheon (GOKI)
- Guernsey-Jersey-4
- Gulf Bridge International Cable System (GBICS)/Middle East North Africa (MENA) Cable System
- Gulf of California Cable
- Gulf2Africa (G2A)
- H2 Cable
- Hainan-Hong Kong Submarine Cable System
- HANNIBAL System
- HANTRU1 Cable System
- Havfrue/AEC-2
- Hawaiki
- Hawk
- HICS (Hawaii Inter-Island Cable System)
- HIFN (Hawaii Island Fibre Network)
- High-capacity Undersea Guernsey Optical-fibre (HUGO)
- Hokkaido-Sakhalin Cable System (HSCS)
- Hong Kong-Americas (HKA)
- Hong Kong-Guam (HK-G)
- Honotua
- i2i Cable Network (i2icn)
- IMEWE
- INDIGO-Central
- INDIGO-West
- Indonesia Global Gateway (IGG) System
- INGRID
- Interchange Cable Network 1 (ICN1)
- Interchange Cable Network 2 (ICN2)
- International Gateway (IGW)
- IOX Cable System
- IP-Only Denmark-Sweden
- Ireland-France Cable-1 (IFC-1)
- Isles of Scilly Cable
- Italy-Albania
- Italy-Croatia
- Italy-Greece 1
- Italy-Libya
- Italy-Malta
- Italy-Monaco
- JaKa2LaDeMa
- JAKABARE
- Jakarta Surabaya Cable System (JAYABAYA)
- Jakarta-Bangka-Bintan-Batam-Singapore (B3JS)
- Jambi-Batam Cable System (JIBA)
- Janna
- Japan Information Highway (JIH)
- Japan-Guam-Australia North (JGA-N)
- Japan-Guam-Australia South (JGA-S)
- Japan-U.S. Cable Network (JUS)
- JASUKA
- Java Bali Cable System (JBCS)
- Jerry Newton
- Jonah
- Junior
- JUPITER
- Kanawa
- Kattegat 1
- Kattegat 2
- Kerch Strait Cable
- KetchCan1 Submarine Fiber Cable System
- Kodiak Kenai Fiber Link (KKFL)
- Korea-Japan Cable Network (KJCN)
- Kumul Domestic Submarine Cable System
- Kuwait-Iran
- Labuan-Brunei Submarine Cable
- Lanis-1
- Lanis-2
- Lanis-3
- Latvia-Sweden 1 (LV-SE 1)
- Lazaro Cardenas-Manzanillo Santiago Submarine Cable System (LCMSSCS)
- Lev Submarine System
- LFON (Libyan Fiber Optic Network)
- Libreville-Port Gentil Cable
- Link 1 Phase-1
- Link 1 Phase-2
- Link 2 Phase-1
- Link 2 Phase-2
- Link 3 Phase-1
- Link 3 Phase-2
- Link 4 Phase-2
- Link 5 Phase-2
- Lower Indian Ocean Network (LION)
- Lower Indian Ocean Network 2 (LION2)
- Luwuk Tutuyan Cable System (LTCS)
- Lynn Canal Fiber
- MainOne
- Malaysia-Cambodia-Thailand (MCT) Cable
- Malbec
- Malta-Gozo Cable
- Malta-Italy Interconnector
- Manatua
- Mandji Fiber Optic Cable
- Maple Leaf Fibre
- MAREA
- Mariana-Guam Cable
- Mataram Kupang Cable System (MKCS)
- Matrix Cable System
- Mauritius and Rodrigues Submarine Cable System (MARS)
- Maya-1
- Med Cable Network
- MedNautilus Submarine System
- Melita 1
- Meltingpot Indianoceanic Submarine System (METISS)
- Mid-Atlantic Crossing (MAC)
- Middle East North Africa (MENA) Cable System/Gulf Bridge International
- Miyazaki-Okinawa Cable (MOC)
- Monet
- Moratelindo International Cable System-1 (MIC-1)
- N0R5KE Viking
- National Digital Transmission Network (NDTN)
- Nationwide Submarine Cable Ooredoo Maldives (NaSCOM)
- NATITUA
- Nelson-Levin
- New Cross Pacific (NCP) Cable System
- Nigeria Cameroon Submarine Cable System (NCSCS)
- NordBalt
- North Sea Connect (NSC)
- North West Cable System
- Northern Lights
- NorthStar
- Nunavut Undersea Fibre Optic Network System
- NYNJ-1
- Okinawa Cellular Cable
- Oman Australia Cable (OAC)
- OMRAN/EPEG Cable System
- Oran-Valencia (ORVAL)
- Orient Express
- OTEGLOBE Kokkini-Bari
- Pacific Caribbean Cable System (PCCS)
- Pacific Crossing-1 (PC-1)
- Pacific Light Cable Network (PLCN)
- Palapa Ring East
- Palapa Ring Middle
- Palapa Ring West
- Palawa-Iloilo Cable System
- Pan American (PAN-AM)
- Pan European Crossing (UK-Belgium)
- Pan European Crossing (UK-Ireland)
- Pan-American Crossing (PAC)
- Paniolo Cable Network
- PASULI
- PEACE Cable
- PENBAL-5
- Pencan-8
- Pencan-9
- Persona
- PGASCOM
- Picot-1
- PIPE Pacific Cable-1 (PPC-1)
- Pishgaman Oman Iran (POI) Network
- PLDT Domestic Fiber Optic Network (DFON)
- PNG LNG
- Polar Circle Cable
- POSEIDON
- Prat
- Qatar-U.A.E. Submarine Cable System
- Quintillion Subsea Cable Network
- RedeIlhabela-1
- Rockabill
- Russia-Japan Cable Network (RJCN)
- Rønne-Rødvig
- S-U-B Cable System
- Saba, Statia Cable System (SSCS)
- SABR
- SAFE
- Saint Maarten Puerto Rico Network One (SMPR-1)
- Sakhalin-Kuril Islands Cable
- Samoa-American Samoa (SAS)
- San Andres Isla Tolu Submarine Cable (SAIT)
- SAT-3/WASC
- Saudi Arabia-Sudan-1 (SAS-1)
- Saudi Arabia-Sudan-2 (SAS-2)
- Scandinavian Ring North
- Scandinavian Ring South
- Scotland-Northern Ireland 1
- Scotland-Northern Ireland 2
- SEA-US
- sea2shore
- Seabras-1
- SEACOM/Tata TGN-Eurasia
- SeaMeWe-3
- SeaMeWe-4
- SeaMeWe-5
- SEAX-1
- Segunda FOS Canal de Chacao
- Seychelles to East Africa System (SEAS)
- SHEFA-2
- Silphium
- Singapore-Myanmar (SIGMAR)
- Sirius North
- Sirius South
- Sistem Kabel Rakyat 1Malaysia (SKR1M)
- SJJK
- Skagenfiber East
- Skagenfiber West
- Skagerrak 4
- SMPCS Packet-1
- SMPCS Packet-2
- Solas
- Sorsogon-Samar Submarine Fiber Optical Interconnection Project (SSSFOIP)
- South America-1 (SAm-1)
- South American Crossing (SAC)
- South Asia Express (SAEx2)
- South Atlantic Cable System (SACS)
- South Atlantic Express (SAEx1)
- South Atlantic Inter Link (SAIL)
- Southeast Asia Japan Cable (SJC)
- Southeast Asia-Japan Cable 2 (SJC2)
- Southern Caribbean Fiber
- Southern Cross Cable Network (SCCN)
- Southern Cross NEXT
- Pierre and Miquelon Cable
- Thomas-St. Croix System
- Strategic Evolution Underwater Link (SEUL)
- Subcan Link 1
- Subcan Link 2
- Sumatera Bangka Cable System (SBCS)
- Suriname-Guyana Submarine Cable System (SG-SCS)
- Svalbard Undersea Cable System
- Swansea-Brean
- Sweden-Estonia (EE-S 1)
- Sweden-Finland 4 (SFS-4)
- Sweden-Finland Link (SFL)
- Sweden-Latvia
- SxS
- Taba-Aqaba
- Taino-Carib
- Taiwan Strait Express-1 (TSE-1)
- Tamares North
- Tampnet Offshore FOC Network
- Tangerine
- Tanjun Pandan-Sungai Kakap Cable System
- Tannat
- Tarakan Selor Cable System (TSCS)
- Tasman Global Access (TGA) Cable
- TAT-14
- Tata TGN-Atlantic
- Tata TGN-Gulf
- Tata TGN-Intra Asia (TGN-IA)
- Tata TGN-Pacific
- Tata TGN-Tata Indicom
- Tata TGN-Western Europe
- TE North/TGN-Eurasia/SEACOM/Alexandros/Medex
- Telstra Endeavour
- TERRA SW
- Thailand-Indonesia-Singapore (TIS)
- The East African Marine System (TEAMS)
- Tobrok-Emasaed Cable System
- Tonga Cable
- Tonga Domestic Cable Extension (TDCE)
- Trans-Pacific Express (TPE) Cable System
- TRANSCAN-3
- Transworld (TW1)
- Trapani-Kelibia
- TT-1
- Tui-Samoa
- Turcyos-1
- Turcyos-2
- Tverrlinken
- UAE-Iran
- UGARIT
- UK-Channel Islands-7
- UK-Channel Islands-8
- UK-Netherlands 14
- Ultramar GE
- Ulysses 2
- Unisur
- Unity/EAC-Pacific
- Venezuela Festoon
- Vodafone Malta-Sicily Cable System (VMSCS)
- WALL-LI
- WARF Submarine Cable
- West African Cable System (WACS)
- Yellow